# Centro de Arqueología Urbana
El Centro de Arqueología Urbana es un organismo creado en la Facultad de Arquitectura, Diseño y Urbanismo (Universidad de Buenos Aires) en 1991, que tiene por finalidad desarrollar estudios e investigaciones acerca de la vida cotidiana y la arquitectura de la ciudad de Buenos Aires desde una perspectiva básicamente arqueológica.
Tiene su sede en la Facultad de Arquitectura, Diseño y Urbanismo (UBA) y forma parte de la estructura que conforma el Instituto de Arte Americano e Investigaciones Estéticas «Mario J. Buschiazzo», del cual es una de sus secciones. El Centro se estableció a partir de un programa de investigaciones que existiera previamente (1985-1987) sobre América Latina desde donde se hicieron los primeros estudios arqueológicos sistemáticos en Buenos Aires, Mendoza, Córdoba y otras ciudades de la Argentina.

## Su origen

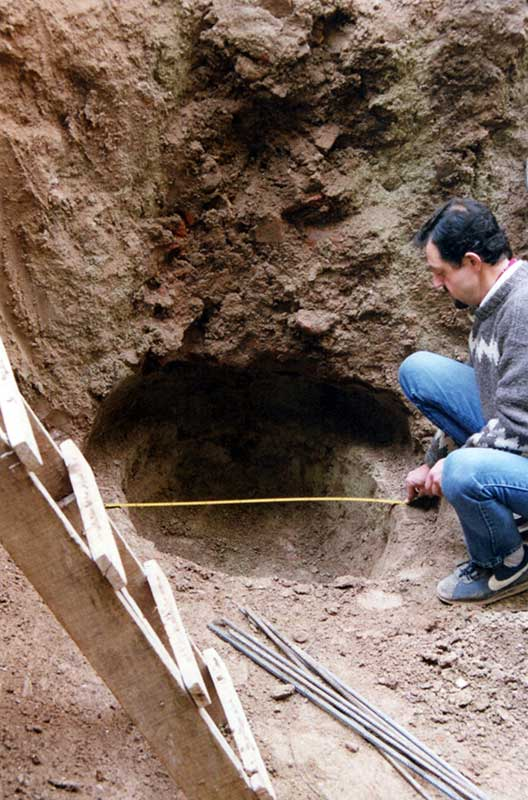
Tareas de excavación en un locación arqueológica de la ciudad de Buenos Aires

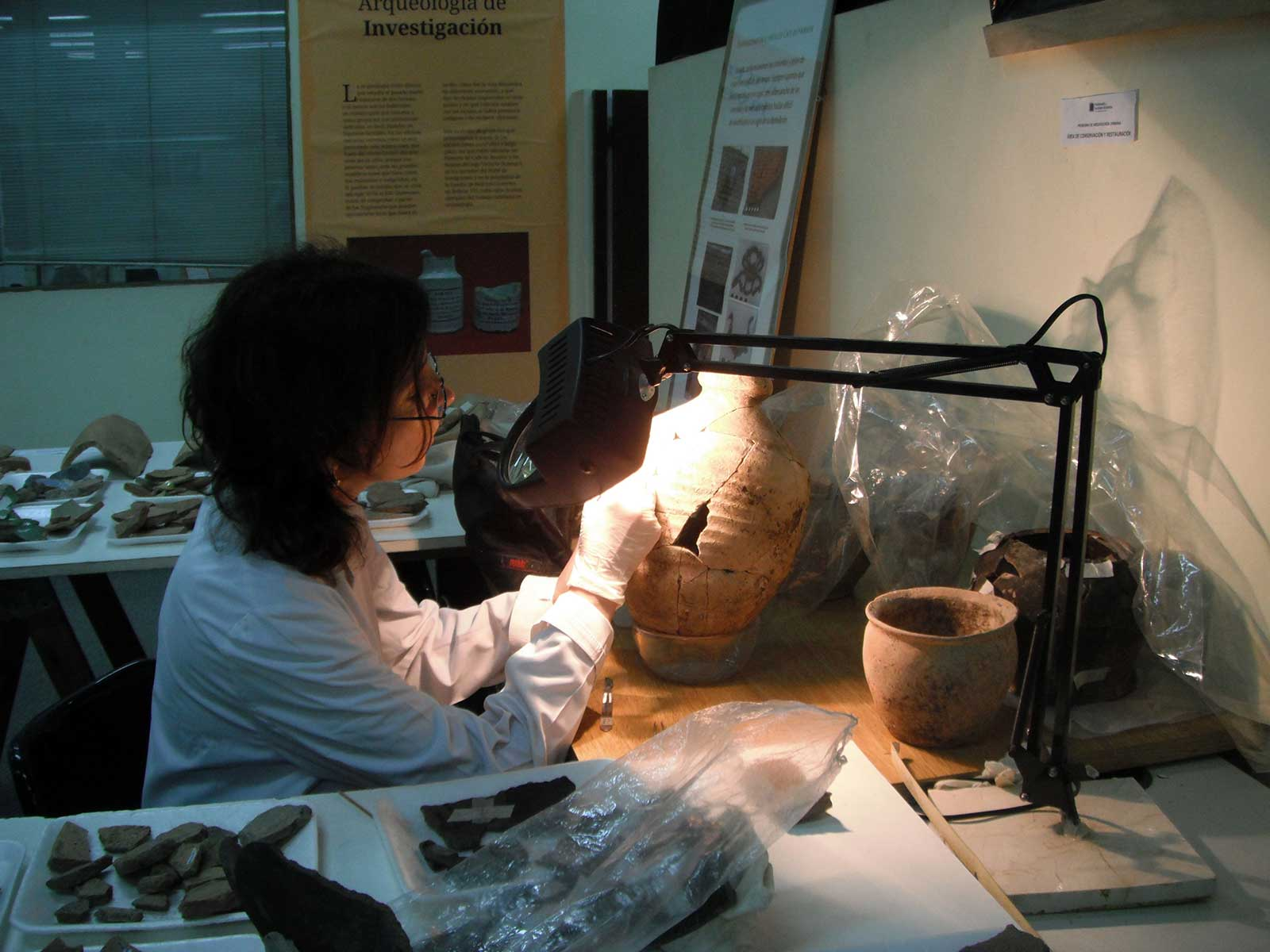
Tareas de conservación y restauración.

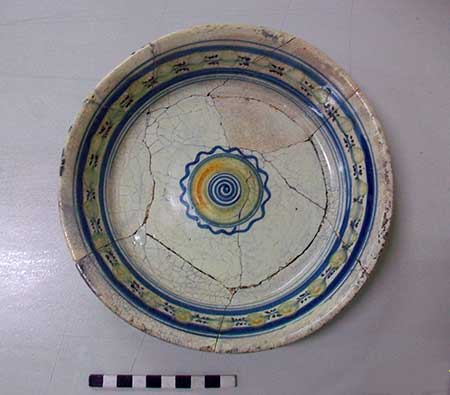
Pieza arqueológica perteneciente a la colección del CAU

Desde 1985 ya se habían iniciado diversos trabajos que consistieron en excavaciones arqueológicas realizadas en el barrio de Palermo (Buenos Aires) en lo que fuera el Caserón de Rosas, y en el centro histórico en la ciudad de Mendoza, entre otras. Las excavaciones llevadas a cabo durante los meses de julio y agosto de 1985 en el citado Caserón, la repercusión que tuvo en los medios y la primera exposición de lo que se llamaría posteriormente “arqueología urbana”, dieron luego lugar a un Programa de Arqueología Urbana que se desarrollaría en el Instituto de Arte Americano e Investigaciones Estéticas «Mario J. Buschiazzo» desde 1987. En este sentido, la instauración de este Programa en el marco del Instituto fue una novedad en toda América Latina, siendo pionero en esta materia.
La necesidad de establecer en el país un Centro dedicado a esta materia venía siendo obviado y negado por una larga tradición de la arqueología prehistórica que presumía que bajo las ciudades no había nada conservado, o si lo había era importante sólo en la medida en que permitía estudiar tiempos precoloniales, como en el caso de México. No casualmente la experiencia de Daniel Schávelzon, de excavar en ciudades modernas, la tuvo en la Ciudad de México y particularmente en el Templo Mayor. La intención fue estudiar las ciudades, no destruirlas para conocer lo de abajo, dejaron de ser estorbos al conocimiento y pasaron a ser los objetos de estudio. Se impuso así como objetivo central el desarrollo de estudios acerca de la vida cotidiana y de la transformación de la arquitectura y los espacios públicos de la ciudad, intentando entender la complejidad urbana, su hábitat y las formas de vida, usos y costumbres de los diversos niveles sociales a través de sus registros materiales.
Las excavaciones desarrolladas en ese tiempo en el ámbito de la ciudad de Buenos Aires, así como el carácter interdisciplinario de sus investigaciones, llevaron a las autoridades de la Facultad de Arquitectura, Diseño y Urbanismo (Universidad de Buenos Aires) a crear formalmente el Centro de Arqueología Urbana el 7 de mayo de 1991. La dirección del Centro fue confiada en esa oportunidad al Dr. Daniel Schávelzon. Posteriormente, se firmaría un convenio con el Ministerio de Cultura del Gobierno de la ciudad de Buenos Aires, por el cual el CAU sería depositario de parte de las colecciones provenientes de las excavaciones realizadas y el apoyo a su cuerpo de investigadores.  El Centro de Arqueología Urbana también es sede de tareas de investigadores, becarios y técnicos del Consejo Nacional de Investigaciones Científicas y Técnicas (CONICET).

## Áreas de investigación
El Centro posee varias líneas prioritarias de investigación dentro de la Arqueología Urbana: las excavaciones en la ciudad producto de proyectos de investigación, los rescates hechos a partir de denuncias o hallazgos casuales en obras de construcción, la zooarqueología, la restauración de objetos provenientes de las excavaciones, los estudios sobre el patrimonio cultural -en especial urbano- y la formación de colecciones de referencia en diferentes tipos de materiales y objetos. En sus instalaciones han sido clasificados y analizados más de medio millón de objetos de los siglos XVI al XX. En los últimos años ha impulsado los estudios de arqueología de la arquitectura tema muy necesario en una ciudad tan cambiante como es Buenos Aires.

## La Arqueología Urbana en América Latina
El ejemplo de la existencia de un proyecto dedicado a la arqueología de las ciudades fue el inicio de otros similares que se han mantenido desde hace años en contacto y trabajo conjunto, en 1987 se estableció el Programa de Arqueología Urbana de México, siguiendo con el de San Pablo en Brasil y otros sucesivamente. Esto ha ido dando a América Latina nivel internacional, lo que se ha visto culminado con los Congreso Nacionales de Arqueología Histórica, que desde el CAU surgieron en el 2000 y ya se han realizado otros en 2003, 2006, 2009 y 2012. Luego siguieron con propia identidad o como parte de eventos mayores los de México, Lima, Chile, Brasil, Guatemala y varios más.